# الحزب الوطني الفلسطيني
الحزب الوطني الفلسطيني هو حزب سياسي فلسطيني شهير معارض، ذو توجه قومي، تأسس عام 1923 خلال فترة الانتداب البريطاني على فلسطين، وقد لعب دورًا بارزًا في الساحة السياسية الفلسطينية.

## النشأة والتاريخ
تأسس الحزب الوطني الفلسطيني بتاريخ 8 نوفمبر 1923 في القدس، وقد ضم شخصيات سياسية فلسطينية بارزة.

### أبرز المشاركين في تأسيس الحزب
- عارف الدجاني.
- سليمان طوقان.
- بولس شحادة.

## أبرز نشاطات الحزب
- رفع المذكرات الاحتجاجية إلى حكومة الانتداب البريطانية.[4]
- تكوين الفرق الرياضية.[4]
- إنشاء مجموعات الفتوة.[4]
- التنظيم والمشاركة لإضراب عام 1935.[4]
- إنشاء اللجان القومية في فلسطين عام 1936.[4]